# Hellenika (Jahrbuch)
Hellenika – Jahrbuch für die Freunde Griechenlands ist eine seit 1966 erscheinende neogräzistische Fachzeitschrift, die von Isidora Rosenthal-Kamarinea, Professorin für Neogräzistik an der Universität Bochum, herausgegeben wurde. Nach ihrem Tod erscheint sie seit 2006 in einer neuen Folge mit verändertem Untertitel als Hellenika – Jahrbuch für griechische Kultur und deutsch-griechische Beziehungen unter der Herausgeberschaft der Vereinigung der Deutsch-Griechischen Gesellschaften (Präsidentin: Sigrid Skarpelis-Sperk, Redaktion: Cay Lienau, unter Mitarbeit von Anastasios Katsanakis und (bis 2016:) Elmar Winters-Ohle).
Zielsetzung der Zeitschrift ist es, durch ein breites Themenspektrum Interesse an der neugriechischen Kultur zu wecken und zu pflegen sowie unbekannte Aspekte der deutsch-griechischen Beziehungen zu untersuchen.
Gegründet wurde die Zeitschrift 1964 und erschien bis 1972 dreimal jährlich, seit 1973 als Jahrbuch (die Jahrgänge 1977 und 1978 sind nicht erschienen). Vertrieben wird die Zeitschrift derzeit durch den Lit Verlag in Münster.